# Schermerhorn (plaats)

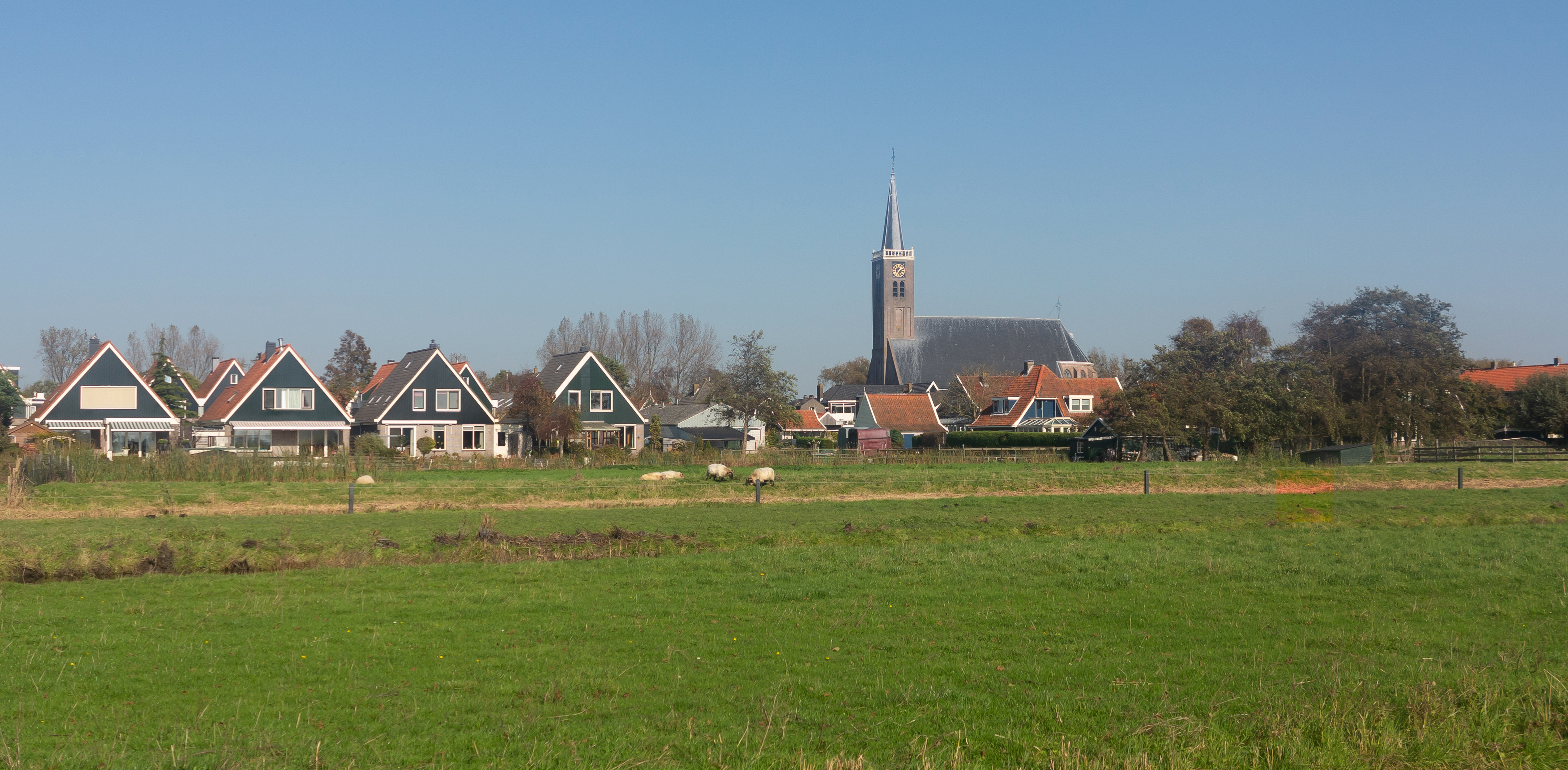
Zicht op het dorp

Schermerhorn is een dorp in de gemeente Alkmaar, in de provincie Noord-Holland.

## Geschiedenis
Het dorp is gelegen op wat ooit het Schermereiland was. Dit eiland ontstond rond 1100, nadat het veen van wat nu de Beemster en de Schermer polders zijn, was weggeslagen. Een deel van het eiland werd omdijkt, het dorp werd vooral op die dijk gebouwd. Het deel dat niet omdijkt werd, is de huidige Eilandspolder. De Beemster en de Schermer waren door een binnenwater, het Zwet, met elkaar verbonden.
Het water dat Schermerhorn omringde was brak. Vissers en later ook walvisjagers hadden Schermerhorn als hun thuishaven. Het maritieme verleden is in de hervormde kerk onder andere aanwezig in de vorm van grafstenen en scheepsmodellen. Aan de grootste bedreiging die de zee vormde kwam met de inpoldering van de binnenmeren die rond 1600 begon een einde. Vlak bij Schermerhorn zijn van de windmolens die daarvoor werden gebruikt nog een aantal bewaard gebleven: Ondermolen C, Ondermolen D, Bovenmolen E, Bovenmolen G, Ondermolen K en Poldermolen O.
Schermerhorn was tot 1 augustus 1970 een zelfstandige gemeente, daarna was de plaats tot en met 31 december 2014 onderdeel van de gemeente Schermer. Op 1 januari 2015 ging de plaats samen met de gemeente op in de gemeente Alkmaar.

## De hervormde kerk
Reeds in 1450 stond op de plaats van de huidige kerk een kapel. Deze kapel werd in 1526 vergroot tot kruiskerk. In 1614 werd deze kerk vernietigd door een wervelstorm. Rond 1630 was er weer een plan om een kerkje te bouwen. De bouw hiervan begon in 1634. In 1636 werd deze huidige kerk in gebruik genomen.
Op het hoger gelegen land, werden de huizen en schuren dicht opeen gebouwd. Hierdoor bleek dat naast het water ook het vuur een vijand van Schermerhorn was. Het noordelijk deel (het Westeinde) is eens grotendeels door brand verwoest. Deze verwoestende brand is in miniatuur nagebouwd en kan worden bekeken in de hervormde kerk.

## 't Regthuysje

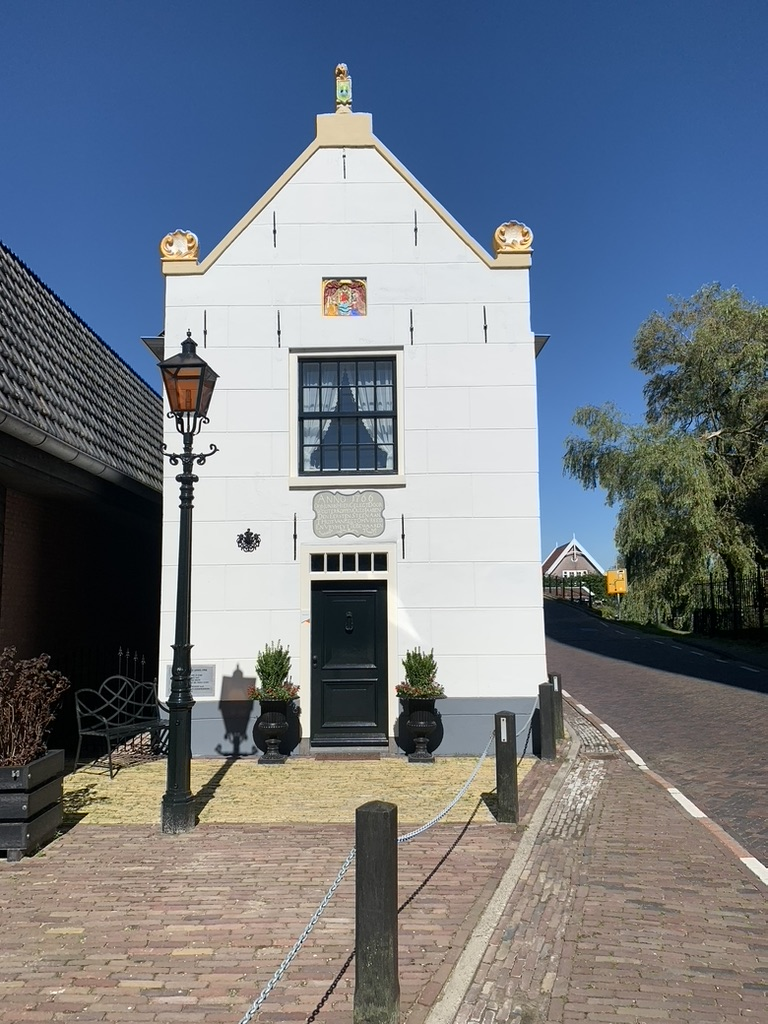
't Regthuysje

’t Regthuysje is een rijksmonument gelegen aan het Westeinde 1 in Schermerhorn. Het is een witgepleisterd gebouwtje met een zadeldak dat in 1766 gebouwd is als gerechtsgebouw voor de regio. De tekst boven de ingang op de voorgevel luidt: Anno 1766 Op 16 Juni Is Hier Gelegt Door Wouter Koppen Out 15 Jaaren Den Eersten Steen Aan T Huys Van Regt Om Vreed en Vryheyt Te Bewaaren. De gevelsteen boven het raam van de eerste verdieping is een voorstelling in polychromie van het Salomonsoordeel. Na jaren als woonhuis te zijn gebruikt is het in 2022 gerestaureerd, opnieuw ingericht en opengesteld als regionaal museum. In het gebouwtje wordt het leven in Schermerhorn getoond met een nadruk op het leven van de rechter, de schepenen en de rechtszaken in de 17e tot 19e eeuw. Het pand wordt beheerd door de Stichting Regthuysje Schermerhorn.

## Afbeeldingen

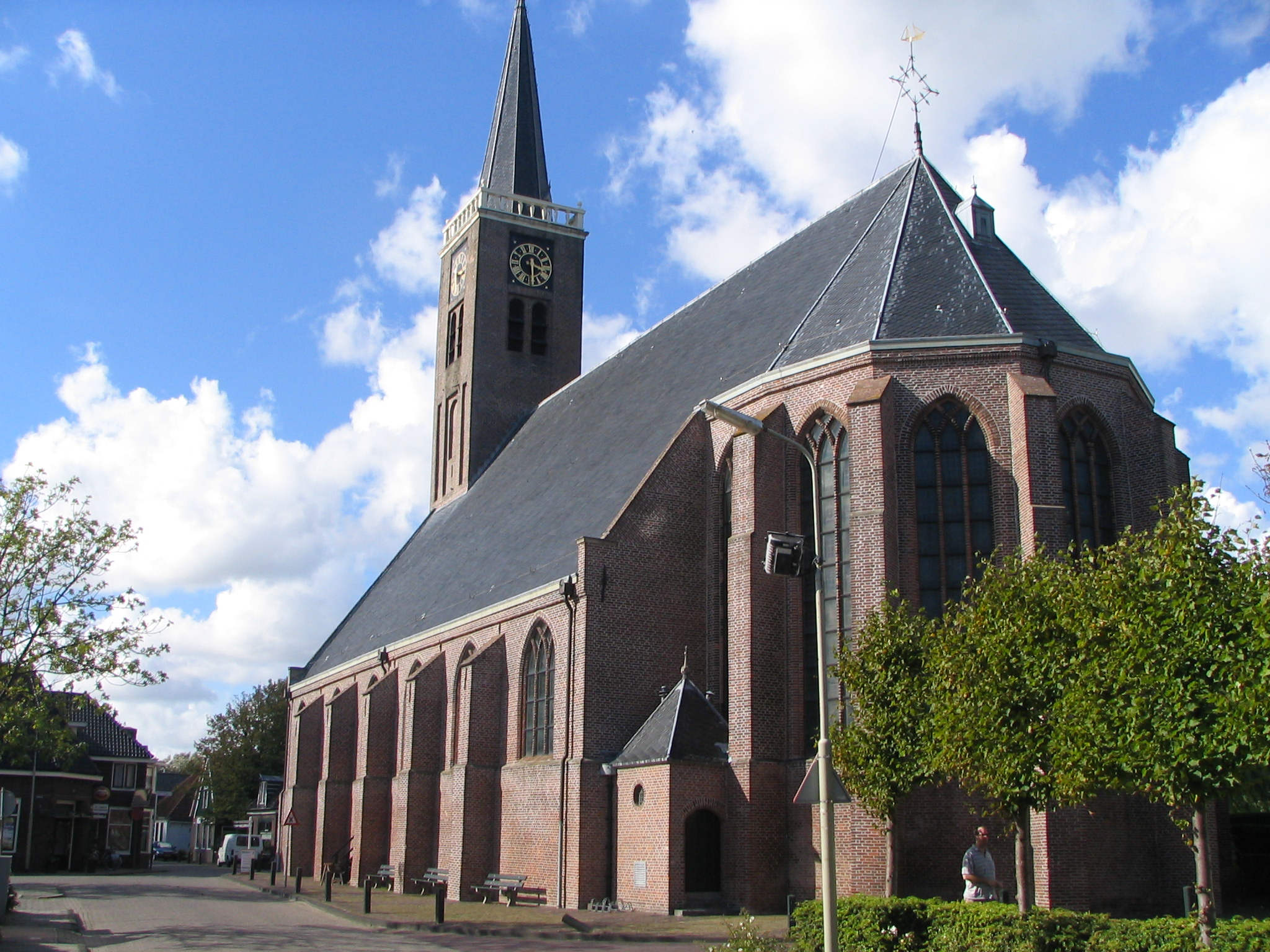
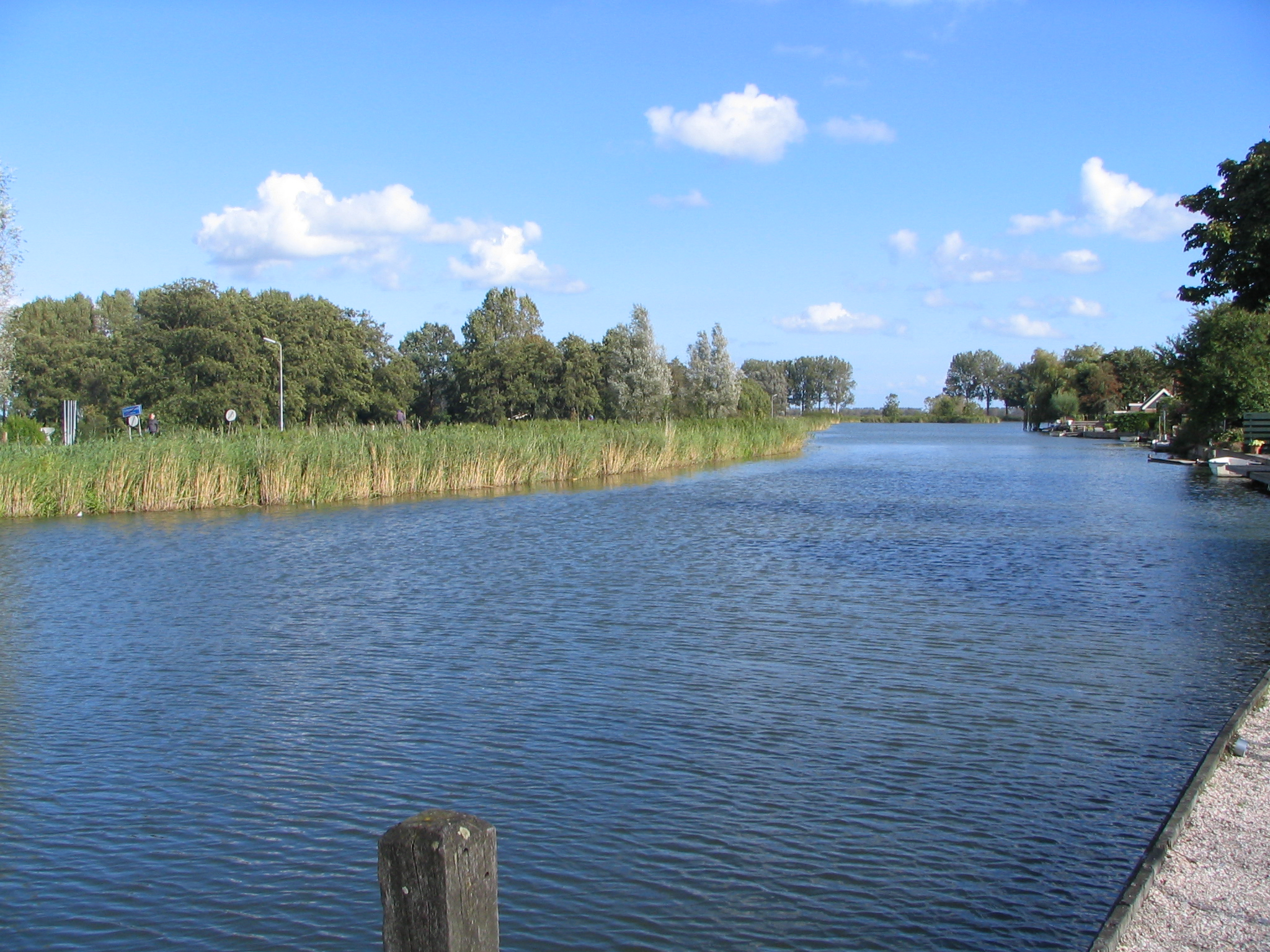
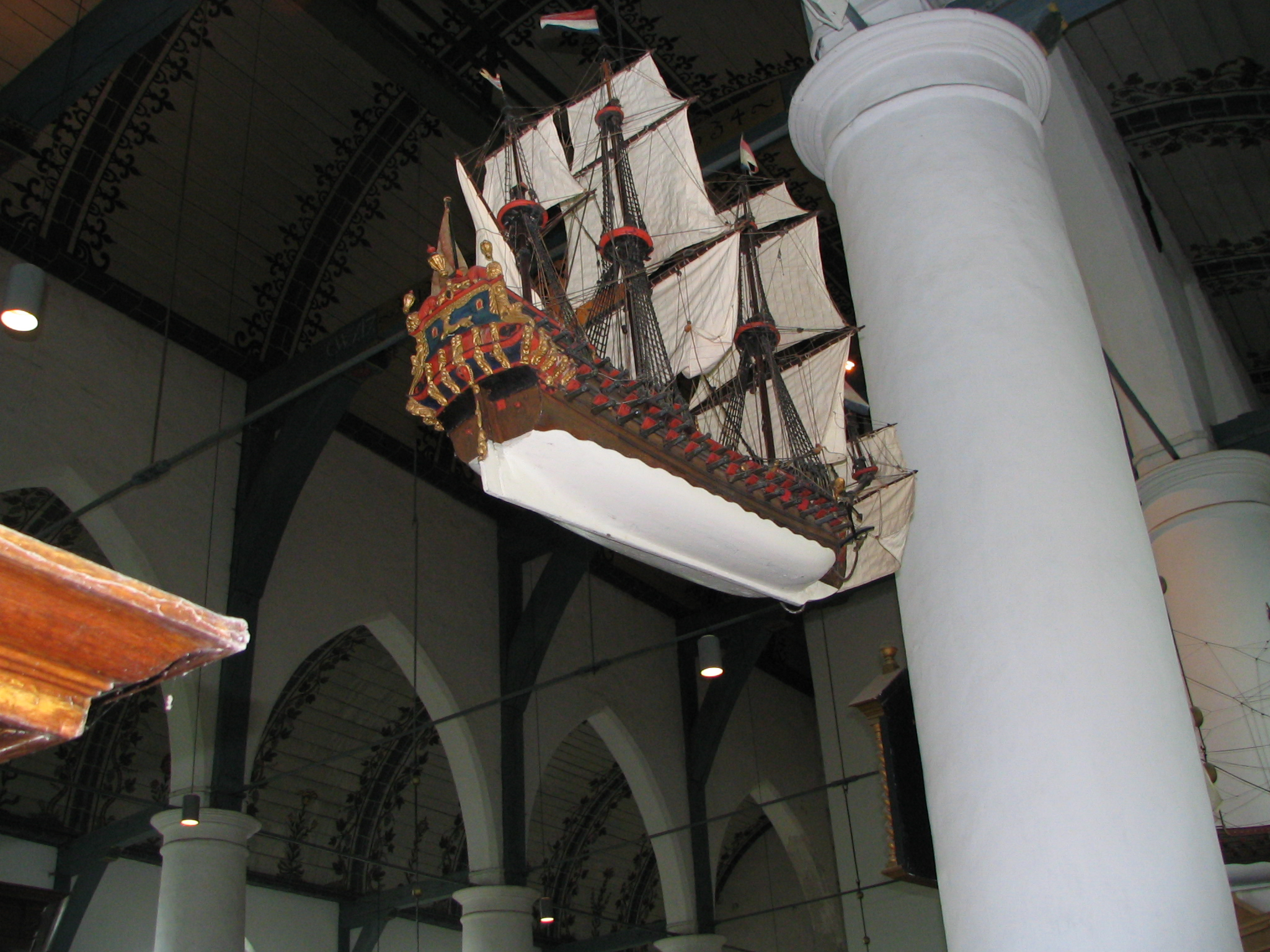
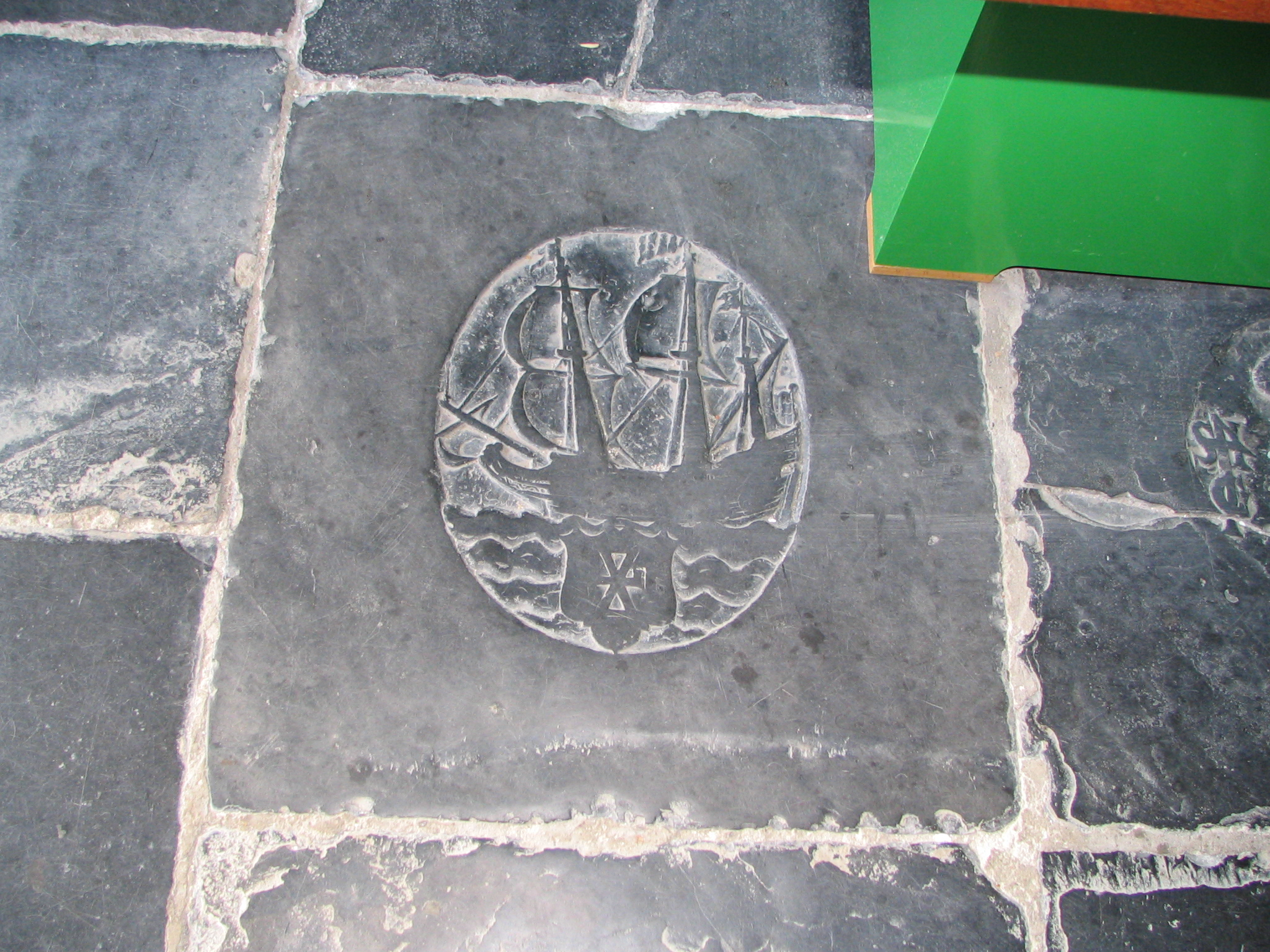
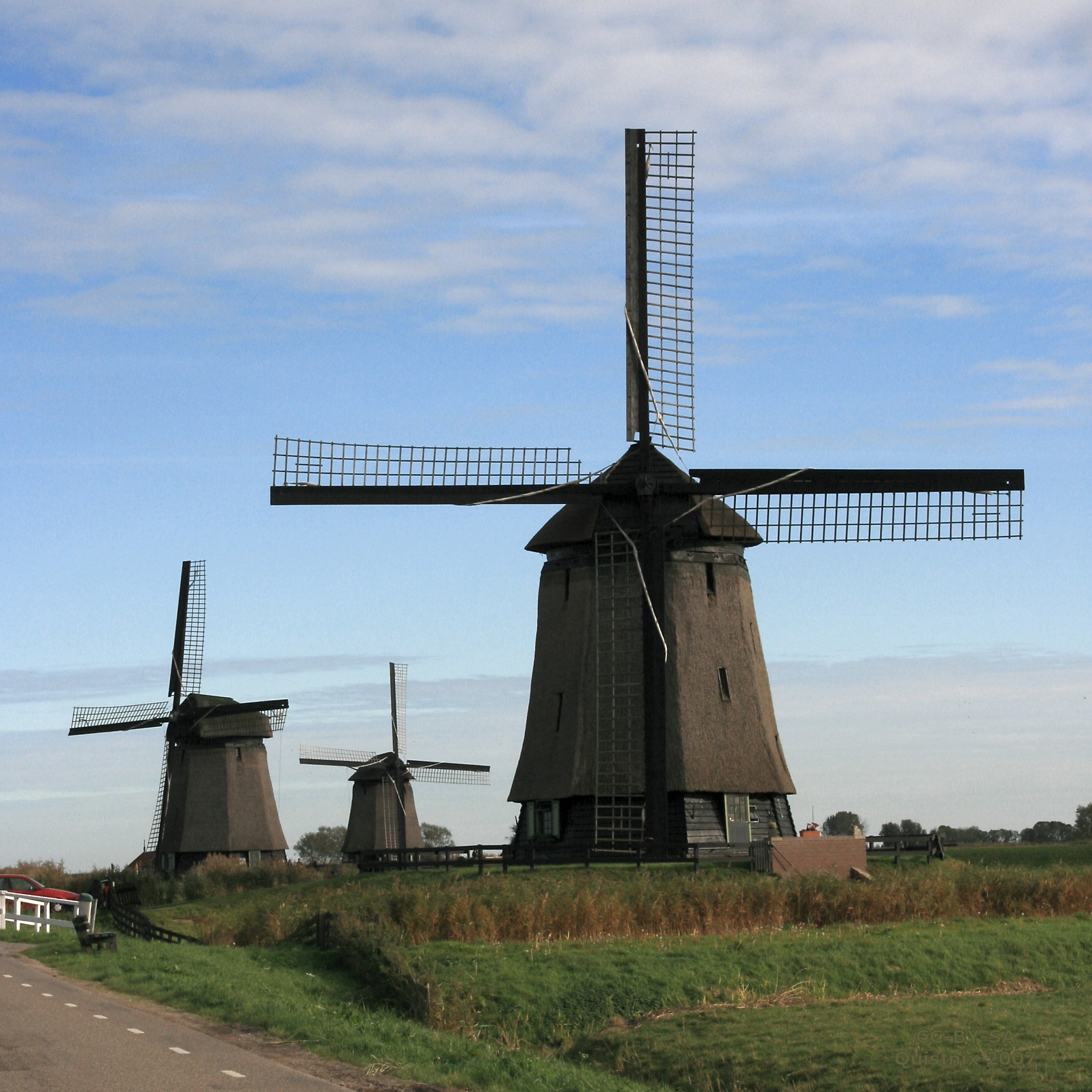

## Bekende inwoners
Geboren
- Nic Jonk (1928-1994), beeldend kunstenaar

Overleden
- Theo Koomen (1929-1984), sportverslaggever